# Wormaldia variegata
Wormaldia variegata là một loài Trichoptera trong họ Philopotamidae. Chúng phân bố ở miền Cổ bắc.